# WWE Backlash
WWE Backlash is een jaarlijks pay-per-view- en WWE Network-evenement in het professioneel worstelen dat wordt georganiseerd door de Amerikaanse worstelorganisatie WWE. Het evenement debuteerde in april 1999 als een jaarlijks pay-per-view-evenement voor WWE (destijds World Wrestling Federation (WWF)) en werd tot 2009 gehouden als dat na WrestleMania. Om samen te vallen met de brand extension werd het evenement exclusief gemaakt voor de Raw brand in 2004. In 2007 werden alle pay-per-view-evenementen drie-branded na de WrestleMania van dat jaar. Extreme Rules verving vervolgens Backlash in 2010.
Nadat de nieuw herstelde WWE brand extension in 2016 van kracht was geworden, keerde Backlash terug als een exclusief SmackDown-evenement en als een pay-per-view na SummerSlam-evenement in hetzelfde jaar, waarmee een einde kwam aan de vorige traditie van de pay-per-view na WrestleMania. De 2017 editie van het evenement bleef exclusief voor SmackDown, maar werd verplaatst naar mei. Na het evenement WrestleMania 34 in 2018 waren alle WWE-pay-per-views niet langer merk-exclusief. Het geplande evenement van 2019 werd geannuleerd en werd vervangen door het evenement Stomping Grounds, maar keerde terug in 2020. In 2021 was Backlash gepland voor het pay-per-viewslot van mei, waardoor het terugkeerde naar zijn oorspronkelijke positie als pay-per-view na WrestleMania - als resultaat heeft de 2021 editie de titel "WrestleMania Backlash" krijgen.

## Chronologie
| Evenement                  | Datum             | Stad                      | Locatie                            | Main Event |
| -------------------------- | ----------------- | ------------------------- | ---------------------------------- | --- |
| Backlash: In Your House    | 25 april 1999     | Providence, Rhode Island  | Providence Civic Center            | Stone Cold Steve Austin (c) vs. The Rock voor het WWF Championship                                                                        |
| Backlash 2000              | 30 april 2000     | Washington D.C.           | MCI Center                         | Triple H (c) vs. The Rock voor het WWF Championship                                                                                       |
| Backlash 2001              | 29 april 2001     | Rosemont, Illinois        | Allstate Arena                     | Brothers of Destruction (c) vs. The Two Man Power Trip (WWF Champion Stone Cold Steve Austin & WWF Intercontinental Champion Triple H)    |
| Backlash 2002              | 21 april 2002     | Kansas City, Missouri     | Kemper Arena                       | Triple H (c) vs. Hulk Hogan voor het Undisputed WWF Championship                                                                          |
| Backlash 2003              | 27 april 2003     | Worceste, Massachusetts   | Worcester Centrum                  | Bill Goldberg vs. The Rock |
| Backlash 2004              | 18 april 2004     | Edmonton, Alberta, Canada | Rexall Place                       | Chris Benoit (c) vs. Shawn Michaels vs. Triple H voor het World Heavyweight Championship                                                  |
| Backlash 2005              | 1 mei 2005        | Manchester, New Hampshire | Verizon Wireless Arena             | Batista (c) vs. Triple H voor het World Heavyweight Championship                                                                          |
| Backlash 2006              | 30 april 2006     | Lexington, Kentucky       | Rupp Arena                         | John Cena (c) vs. Triple H vs. Edge voor het WWE Championship                                                                             |
| Backlash 2007              | 29 april 2007     | Atlanta, Georgia          | Philips Arena                      | John Cena (c) vs. Edge vs. Randy Orton vs. Shawn Michaels in een Fatal Four-Way match voor het WWE Championship                           |
| Backlash 2008              | 27 april 2008     | Baltimore, Maryland       | 1st Mariner Arena                  | Randy Orton (c) vs. Triple H vs. John Cena vs. John "Bradshaw" Layfield in een Fatal Four-Way Elimination match voor het WWE Championship |
| Backlash 2009              | 26 april 2009     | Providence, Rhode Island  | Dunkin Donuts Center               | John Cena (c) vs. Edge in een Last Man Standing match voor het World Heavyweight Championship                                             |
| Backlash 2016              | 11 september 2016 | Richmond, Virginia        | Richmond Coliseum                  | Dean Ambrose (c) vs. AJ Styles voor het WWE World Championship                                                                            |
| Backlash 2017              | 21 mei 2017       | Rosemont, Illinois        | Allstate Arena                     | Randy Orton (c) vs. Jinder Mahal voor het WWE Championship                                                                                |
| Backlash 2018              | 6 mei 2018        | Newark, New Jersey        | Prudential Center                  | Roman Reigns vs. Samoa Joe |
| Backlash 2020              | 14 juni 2020      | Orlando, Florida          | WWE Performance Center             | Edge vs. Randy Orton |
| WrestleMania Backlash 2021 | 16 mei 2021       | Tampa, Florida            | Yuengling Center (WWE ThunderDome) | Roman Reigns (c) (met Paul Heyman) vs. Cesaro voor het WWE Universal Championship                                                         |
| WrestleMania Backlash 2022 | 8 mei 2022        | Providence, Rhode Island  | Dunkin Donuts Center               | N.T.B. |